# Samsung Galaxy S9
Pour les articles homonymes, voir S9.

Logo du Samsung Galaxy S9+.

Les Samsung Galaxy S9 et Galaxy S9+ sont deux smartphones Android haut de gamme de type phablette produits par la société Samsung Electronics. Ils font partie de la gamme Galaxy S.
La présentation des smartphones a été faite le 25 février 2018, au Mobile World Congress (MWC). La présentation était également diffusée en direct sur Internet et sur l’application mobile téléchargeable sur le Samsung Galaxy Apps Store. Disponibles en précommande le jour même, les deux appareils seront commercialisés le 16 mars 2018.

## Caractéristiques
Le Samsung Galaxy S9 reprend les grandes lignes et de nombreuses caractéristiques de son prédécesseur le Samsung Galaxy S8.
Le téléphone utilise deux types de puces SOC selon les zones géographiques : une puce Exynos 9810 de Samsung pour l’Europe et l’Asie et un SOC Snapdragon 845 pour l’Amérique et la Chine. Il en est de même pour le processeur graphique : un ARM Mali G72 MP18 pour la zone « monde » et un Adreno 630 pour les États-Unis et la Chine.
La capacité de la batterie, identique à celle des précédents modèles, est de 3 000 mAh pour le Samsung Galaxy S9 et de 3 500 mAh pour la version S9+.
Les écrans ont une taille de 5,8 pouces (14,7 cm de diagonale) pour le S9 et 6,2 pouces (15,7 cm de diagonale) pour le S9+.
Tandis que le S9 est pourvu d’un capteur simple, la version S9+ est pourvue d’un double capteur, mais le capteur est désormais à double ouverture réglable pour le S9, tandis que pour le S9+, c’est le premier qui est pourvu de cette double ouverture.
La taille du S9 est équivalente à celle du Samsung Galaxy S8 et est proche de celle du Samsung Galaxy S8+ pour le S9+.
En ce qui concerne les applications, l’appareil accueille le système d’exploitation Android 9 Pie avec une surcouche One UI (anciennement Samsung Experience).
Le capteur d’empreinte digitale est situé à l’arrière, mais plus bas que celui du S8, qui était à droite du capteur de la caméra tandis que le capteur biométrique et d’iris, amélioré, est à l’avant.
À sa sortie ces deux smartphones sont annoncés au prix de 859 euros pour le Galaxy S9 et de 959 euros pour le Galaxy S9+.
Par ailleurs, les deux déclinaisons sont pourvues d’une mémoire vive de 4 Go, le S9+ est également proposé en version 6 Go. Pour la capacité de stockage, le S9 est disponible en version 64 Go, tandis que celle-ci est extensible officiellement jusqu’à 400 Go (mais peut utiliser des cartes de 2 To), contre 1 To pour les modèles précédents,.
L’appareil prend également en compte la technologie Bluetooth 5.0 et le Dual Audio (diffusion vers deux appareils).
L’écran du S9+ occupe 90 % de la surface, contre 84 % pour le S8+.
Par ailleurs, la station d'accueil DeX a été améliorée.
Aussi, l’appareil intègre aussi des émoji semblables aux animoji de l’iPhone X.
L’appareil est également pourvu de haut-parleurs stéréo, signé AKG.
Pour la première fois en France, l’appareil est proposé en version double SIM.
Le smartphone est disponible en sept coloris : Midnight Black, Arctic Silver, Orchid Grey, Lilac Purple, Coral Blue, Rose Pink et en Maple Gold.

## S Light Luxury
Le 22 mai 2018, Samsung annonce le Samsung Galaxy S Light Luxury, version allégée du Samsung Galaxy S8. Le terminal porte également le nom de Galaxy S9 Lite.

## Galerie

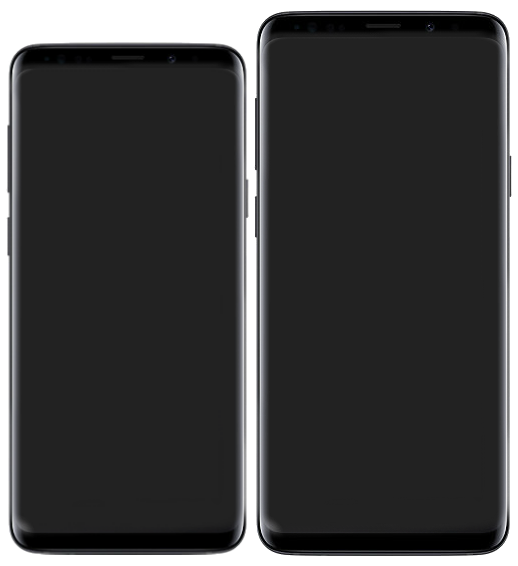
Samsung Galaxy S9 et S9+
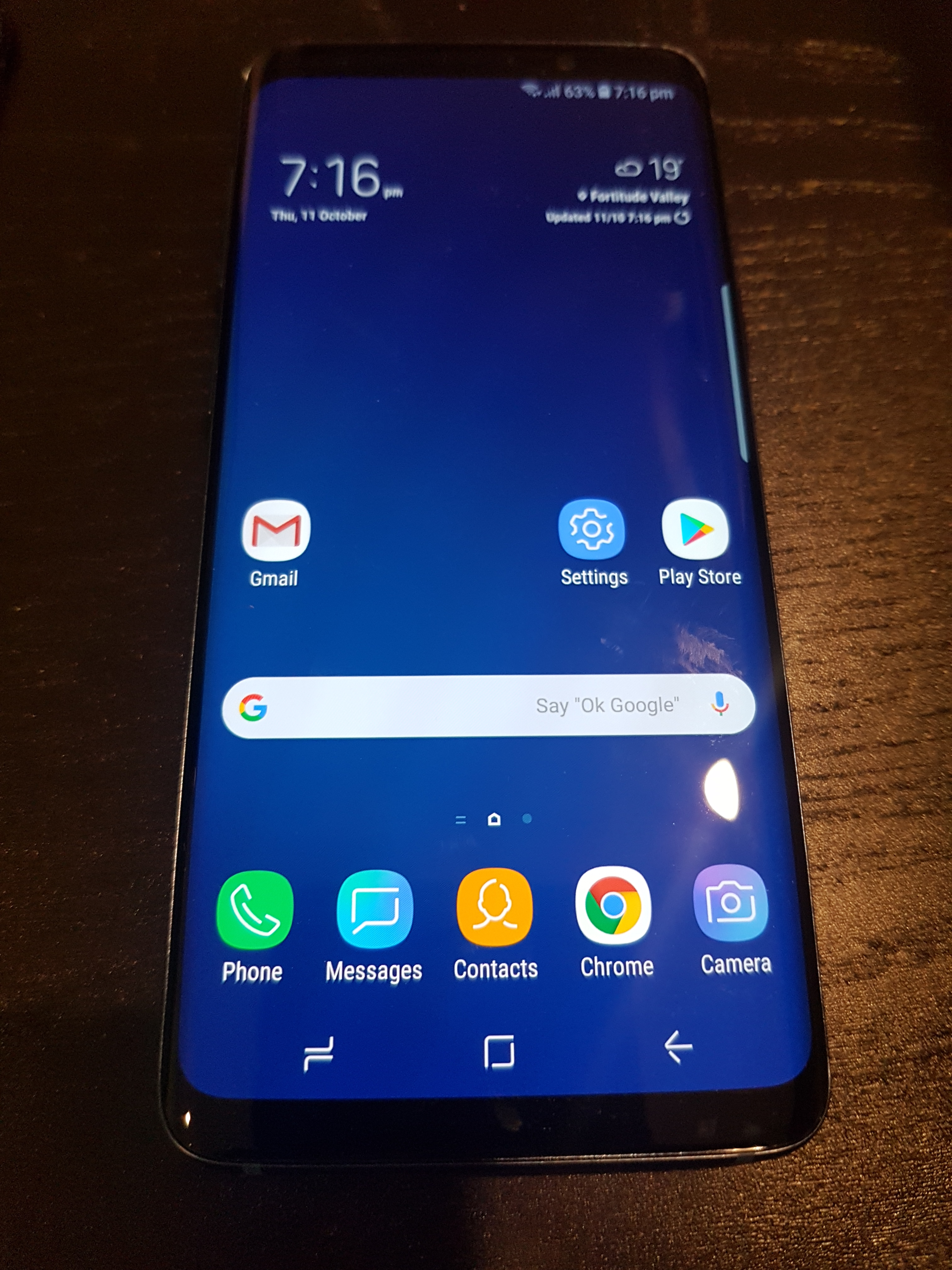
Galaxy S9
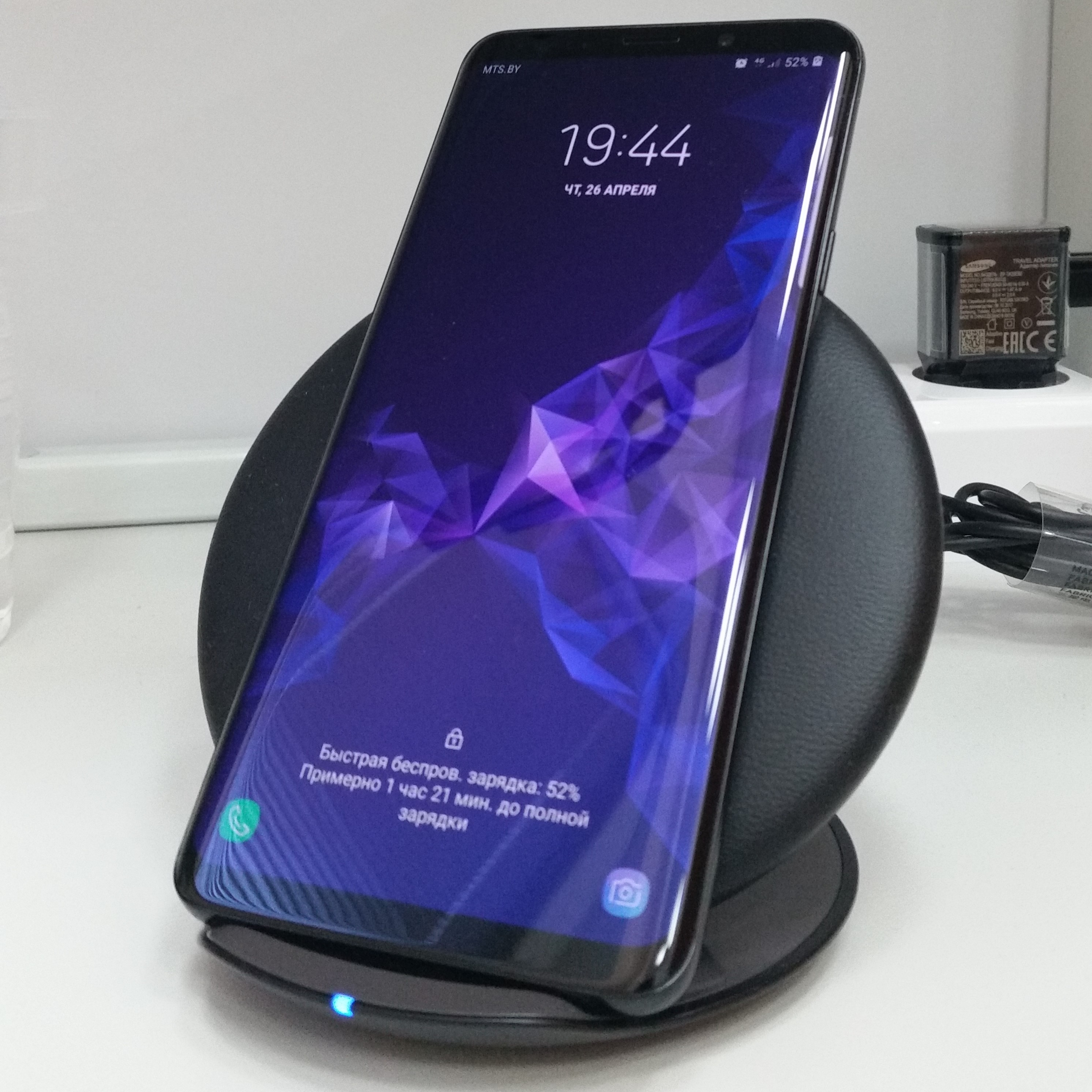
Galaxy S9+ avec chargeur par induction